# Nikolaj Boedarin
Nikolaj Michailovitsj Boedarin (Russisch: Николай Михайлович Бударин) (Kirya, 29 april 1953) is een Russisch voormalig ruimtevaarder. Boedarin’s eerste ruimtevlucht was STS-71 met de spaceshuttle Atlantis en vond plaats op 27 juni 1995. Het was de derde Spaceshuttlemissie naar het Russische ruimtestation Mir.
In totaal heeft Boedarin drie ruimtevluchten op zijn naam staan, waaronder een missie naar het Internationaal ruimtestation ISS. Tijdens zijn missies maakte hij acht ruimtewandelingen. In 2004 ging hij als astronaut met pensioen. 
In 1995 ontving hij de eretitel Piloot-Kosmonaut van de Russische Federatie en de titel Held van de Russische Federatie voor zijn werk als kosmonaut. Sinds 2007 is hij lid van het Russische parlement namens de partij Verenigd Rusland. 